# Lenthe Hardiek
Lenthe Hardiek (6 november 2007) is een voetbalspeelster uit Nederland. Ze speelt als middenvelder voor Excelsior in de Vrouwen Eredivisie.

## Carrière
Hardiek speelde in haar jeugdjaren voor VV Capelle. Hardiek maakte in 2022 de overstap naar de jeugdopleiding van Excelsior.
In de voorbereiding op het seizoen 2024/25 mocht Hardiek zich laten zien bij het eerste elftal van de Kralingers en stond deze plek niet meer af. Op 28 september 2024 maakte Hardiek haar debuut voor Excelsior in de Vrouwen Eredivisie door in basis te starten in een uitwedstrijd in Stadion Galgenwaard tegen FC Utrecht. Hardiek speelde deze wedstrijd als middenvelder en werd in de 73ste minuut gewisseld door Nikki Vrij. Excelsior maakte op 11 oktober 2024 bekend dat Hardiek definitief is overgeheveld naar het eerste elftal van de Kralingers en daarbij een eenjarig contract heeft getekend. In juni 2025 verlengde ze haar contract in Kralingen, waardoor Hardiek ook in het seizoen 2025/26 actief voor Excelsior is.

## Statistieken
| Seizoen | Club      | Competitie | Competitie | Competitie | Beker | Beker | Overig | Overig | Totaal | Totaal |
| Seizoen | Club      | Competitie | Wed.       | Dlp.       | Wed.  | Dlp.  | Wed.   | Dlp.   | Wed.   | Dlp.   |
| ------- | --------- | ---------- | ---------- | ---------- | ----- | ----- | ------ | ------ | ------ | ------ |
| 2024/25 | Excelsior | Eredivisie | 5          | 0          | 0     | 0     | 0      | 0      | 5      | 0      |
| 2025/26 | Excelsior | Eredivisie | 0          | 0          | 0     | 0     | 0      | 0      | 0      | 0      |
| Totaal  | Totaal    | Totaal     | 5          | 0          | 0     | 0     | 0      | 0      | 5      | 0      |

Bijgewerkt t/m 20 juni 2025.